# Кеннеди, Пейдж
Фелтон Юджин «Пейдж» Ке́ннеди-второй (англ. Felton Eugene «Page» Kennedy II; 23 ноября 1976, Детройт, Мичиган, США) — американский актёр, комик
 и рэпер
.

## Биография и карьера
Кеннеди, рождённый под именем Фелтон Юджин Кеннеди-второй, родился 23 ноября 1976 года в Детройте (штат Мичиган, США), но рос в Лос-Анджелесе до своего шестилетия. Затем он вернулся обратно в Детройт, чтобы воссоединиться с отцом, который умер десять лет спустя.
Кеннеди учился в Университете Западного Мичигана (WMU), а затем перевёлся в Делавэрский университет (UD) и специализировался на театре и актёрском мастерстве. Отец Кеннеди был врачом и поощрял сына изучать медицину, но Кеннеди увлёкся актёрским мастерством после того, как познакомился с работами Уильяма Шекспира в WMU. Кеннеди впоследствии решил посещать UD после выступления с большим отличием в Западном Мичигане.
В 2005 году Кеннеди получил постоянную роль в популярном сериале ABC «Отчаянные домохозяйки», где он сыграл Калеба Эпплуайта, беглеца, которого держали в плену в подвале его матери (Элфри Вудард). Однако вскоре после того, как в ноябре 2005 года Кеннеди был уволен из «Отчаянных домохозяек» в результате внутреннего расследования, проведенного студией, сам Кеннеди утверждал, что Touchstone Television, продюсеры сериала, хотели по-новому взглянуть на персонажа и выкупили свой контракт. Его заменил Нашон Кирз.
Он наиболее известен ролями Рейдона Рэнделла в спортивно-комедийном сериале Spike «Реальные парни» и Ю-Тёрна в сериале Showtime «Дурман». Кеннеди также снимался в кино, в том числе в фильмах «S.W.A.T.: Спецназ города ангелов» и «Мег: Монстр глубины». Пейдж Кеннеди был активным и популярным вайнером.
10 марта 2017 года Кеннеди выпустил свой первый полноформатный рэп-альбом под названием «Torn Pages» с участием Ройса Да 5’9, Crooked I, Trick Trick и многих других.
В 2018 году он сыграл заметную роль в блокбастере «Мэг» наряду с Джейсон Стэтхэм, Руби Роуз и Рэйн Уилсон.

## Избранная фильмография
| Год       |    | Русское название                  | Оригинальное название          | Роль                      |
| --------- | -- | --------------------------------- | ------------------------------ | ------------------------- |
| 2002      | с  | Клиент всегда мёртв               | Six Feet Under                 | Джош Лангмид              |
| 2002      | с  | Щит                               | The Shield                     | Ламар Тилтон              |
| 2003      | ф  | S.W.A.T.: Спецназ города ангелов  | S.W.A.T.                       | Трэвис                    |
| 2003      | с  | Полиция Нью-Йорка                 | NYPD Blue                      | Кори Мак                  |
| 2003      | ф  | Лепрекон 6: Домой                 | Leprechaun: Back 2 tha Hood    | Джейми Дэвис              |
| 2005      | с  | Слепое правосудие                 | Blind Justice                  | Майк Досон                |
| 2005      | с  | Отчаянные домохозяйки             | Desperate Housewives           | Калеб Эпплуайт            |
| 2006      | с  | C.S.I.: Место преступления        | CSI: Crime Scene Investigation | Джесси «Доллар» Кливленд  |
| 2006      | с  | Юристы Бостона                    | Boston Legal                   | Деннис Прайор             |
| 2006—2007 | с  | Дурман                            | Weeds                          | Ю-Тёрн                    |
| 2007      | с  | C.S.I.: Место преступления Майами | CSI: Miami                     | Рон Крамер                |
| 2007      | с  | Меня зовут Эрл                    | My Name Is Earl                | Джамал                    |
| 2008      | с  | Детектив Раш                      | Cold Case                      | Майкл «Бимер» Хайасинт'08 |
| 2009      | ф  | Один день из жизни                | A Day in the Life              | Али                       |
| 2009      | ф  | Дрянные промоутеры                | Janky Promoters                | диджей                    |
| 2010      | с  | Правосудие                        | Justified                      | Кёртис Мимс               |
| 2010      | с  | Кости                             | Bones                          | Стюарт Бондер             |
| 2010—2011 | с  | Реальные парни                    | Blue Mountain State            | Рейдон Рэнделл            |
| 2011      | с  | Ищейка                            | The Closer                     | ДеАндре Хэрмон            |
| 2012      | с  | Игра                              | The Game                       | Джамел                    |
| 2013      | мс | Робоцып                           | Robot Chicken                  | Кирби / Кэл Запата        |
| 2013      | с  | В норме                           | Legit                          | Мачете                    |
| 2013      | с  | Саутленд                          | Southland                      | Кэтрелл                   |
| 2014      | с  | Избранный                         | Chosen                         | Андре                     |
| 2014      | с  | Очень плохая училка               | Bad Teacher                    | Тренер Эд                 |
| 2015      | с  | Бэкстром                          | Backstrom                      | Фрэнк Мото                |
| 2016      | с  | Час пик                           | Rush Hour                      | Джеральд                  |
| 2018      | с  | Нераскрытое дело                  | Unsolved                       | Кори Эдвардс              |
| 2018      | ф  | Мег: Монстр глубины               | The Meg                        | Ди Джей                   |